# Boris Babayan
Boris Artashesovich Babayan (em russo:  Борис Арташеcович Бабаян; em armênio/arménio:  Բորիս Արտաշեսի Բաբայան; Bacu, 20 de dezembro de 1933) é um arquiteto de supercomputador russo, conhecido como pioneiro na criação de supercomputadores na União Soviética.

## Biografia
Babayan nasceu em Bacu, União Soviética, em uma família armeniana. Obtev a graduação no Instituto de Física e Tecnologia de Moscou em 1957. Obteve o título de Candidato de Ciências em 1964 e o Doktor nauk em 1971.
De 1956 a 1996 trabalhou no Instituto Lebedev de Mecânica de Precisão e Engenharia Computacional. Babayan e sua equipe construíram seu primeiro computador na década de 1950. Na década de 1970 trabalhou no primeiro computador superescalar, o Elbrus-1, e a linguagem de programação Эль-76. Usando estes computadores em 1978, dez anos antes de que aplicações comerciais surgiram no mundo ocidental, a União Soviética desenvolveu seus sistemas de mísseis e programas espaciais.
Uma equipe liderada por Babayan projetou o computador Elbrus-3 usando uma arquitetura chamada Explicitly Parallel Instruction Computing (EPIC).
De 1992 a 2004 trabalhou no Moscow Center of SPARC Technologies (MCST) e Elbrus International, onde liderou o desenvolvimento dos projetos Elbrus 2000 e Elbrus90micro.
Desde agosto de 2004 Babayan é diretor de arquitetura do Software and Solutions Group da Intel e conselheiro científico do Intel R&D Center em Moscou.
Babayan recebeu as duas maiores honrarias da antiga União Soviética, o Prêmio Estatal da URSS de 1974 e o Prêmio Lenin de 1987. Em 1984 foi eleito membro correspondente da Academia de Ciências da União Soviética.